# Forte de Nossa Senhora do Amparo
Das Forte de Nossa Senhora do Amparo, auch Forte de Santo Amaro genannt, ist ein im 18. Jahrhundert erbautes Fort in der madeirensischen Stadt Machico und hatte die Aufgabe, Bucht und Stadt vor Angriffen zu schützen. Seit 1940 steht es unter Denkmalschutz.

## Lage
Das Fort befindet sich wenige Meter vom Strand der Bucht von Machico entfernt und liegt direkt vor dem historischen Zentrum der Stadt.

## Geschichte
Erste Pläne für ein Fort in Machico bestanden bereits Ende des 18. Jahrhunderts, ein erstes kleines Fort namens São Roque wurde 1595 errichtet. Der Bau des Forte de Nossa Senhora do Amparo erfolgte 1706 auf Veranlassung des Gouverneurs Duarte Sodré Pereira. Auf ihn und das Baujahr 1706 weist auch eine Inschrift über dem Tor der Befestigung hin. Erster Befehlshaber wurde Capitan Francisco Dias Franco. Die Errichtung ist auch in Zusammenhang mit dem zwei Jahre später gebauten Forte São João Baptista zu sehen. Zusammen hatten die beiden Befestigungen die Aufgabe, den Ankerplatz und den Ort gegen Angriffe von Piraten und Freibeutern zu schützen.
Im Vorfeld des Forts stand zudem ein Wachhaus, das 1817 bei einer Bestandsaufnahme heftig kritisiert wurde, da es im Schussfeld der Kanonen lag und im Folgejahr abgerissen wurde. Im Vorfeld des Miguelistenkrieges landeten miguelistische Streitkräfte des absolutistisch gesinnten Königs Michael I. am 22. August 1828 in Machico, und die Festung war die letzte, die sich ergab. In den folgenden Jahrzehnten verlor das Fort seine militärische Funktion.
1888 wurde das umgebende Gelände an einen Privatmann verpachtet und das Fort 1895 an die Stadt Machico übergeben, um in der Stadt stationierte Truppen dort zu kasernieren. Nach der Revolution von 1910 wurde das über dem Torbogen angebrachte Königwappen entfernt. 1940 wurde die Festung als Imóvel de Interesse Público unter Denkmalschutz gestellt und an die Guarda Fiscal, die sich um Steuern und Zoll kümmerte, übergeben. 1970 wurde auf Bitte der Stadt eine Sammlung von Kanonen aus dem Museum Quinta das Cruzes in Funchal in die Festung überführt, die seitdem dort zu besichtigen sind. 1993 ging die Festung in das Eigentum der Regionalregierung von Madeira über. Heute ist in der Festung das Tourismusbüro der Stadt untergebracht.

## Beschreibung
Das Fort hat einen dreieckigen Grundriss, wobei die Spitze zum Meer zeigt. An der stadtseitigen Front befindet sich das Eingangstor. Die verputzten und gelb gestrichenen Außenmauern sind ca. fünf Meter hoch und werden von Zinnen abgeschlossen. Hinter diesen befindet die Batterie mit den aus dem Museum Quinta das Cruzes stammenden Kanonen. Das Eingangstor schließt mit einem Rundbogen ab, über den auf zwei Reliefsteinen ein Wappen und darunter eine Inschrift zum Gedenken an den Bau eingelassen sind. An der rückseitigen Wand befinden sich rechts und links vom Eingangstor zwei einstöckige und rechteckige Kasernengebäude.